# Estrutura mista
Designa-se por estrutura mista aquela que é composta, parcialmente ou totalmente, por elementos formados por dois materiais distintos. São exemplos disso estruturas cujas colunas, vigas ou laje sejam mistas. Neste caso, trata-se do tipo particular de elementos mistos aço-betão. No entanto podem ser realizadas outras combinações de materiais tais como: madeira e aço.
Em estruturas que combinem vários tipos de elementos tais como: lajes de betão e colunas mistas, por exemplo, também é comum a designação de estruturas híbridas.